# Doerner Institut
Das Doerner Institut dient zur restauratorischen und konservatorischen Betreuung der Bestände der Bayerischen Staatsgemäldesammlungen und der kunsttechnologischen Forschung zu künstlerischen Techniken und Materialien sowie der Entwicklung physikalisch-chemischer Methoden zur Untersuchung von Kunst- und Kulturgut verpflichtet.

## Geschichte
Vorläufer war die „Deutsche Gesellschaft zur Beförderung rationeller Malverfahren, ein 1886 in München von Malern und Chemikern gegründeter Verein, der sich die Prüfung alter und neuer Malverfahren und der in den Handel gebrachten Malmittel auf ihre Zusammensetzung und Haltbarkeit zur Aufgabe gestellt hat, um auf diesem Wege der Maltechnik eine sichere Grundlage zu schaffen, welche die danach ausgeführten Bilder vor Entstellungen durch Zersetzungen ungeeigneter Bestandteile und vor vorzeitigem Untergang schützt. Vorsitzender der Gesellschaft ist der Maler Lenbach, Sekretär der Chemiker Keim in Grünwald bei München. Die Ergebnisse der Arbeiten der Gesellschaft werden in den »Technischen Mitteilungen für Malerei« (Leipz., seit 1884) veröffentlicht.“
Bereits um 1932 plante Walter Gräff eine „Untersuchungs- und Forschungsanstalt für Gemälde und andere Werke der bildenden Kunst“. Am 19. Juli 1937 erfolgte dann die Gründung des Institutes als Reichsinstitut für Maltechnik unter dem Namen „Staatliche Prüf- und Forschungsanstalt für Farbentechnik“ (auch „Werkprüfungs- und Forschungsanstalt“) durch Max Doerner, der Landschaftsmaler und Professor an der Akademie der Bildenden Künste in München war. Es bestand aus den Abteilungen Physikalische Chemie, Maltechnik und Kunsthistorik.
Die Aufgabe des Instituts bestand ursprünglich darin, sich mit der Maltechnik der Alten Meister zu befassen und diese in praktischen Versuchen zu rekonstruieren. Diese Arbeit wurde jedoch durch den Zweiten Weltkrieg unterbrochen. 1946 wurde das Doerner Institut an die Bayerischen Staatsgemäldesammlungen angegliedert und 1977 mit dessen Restaurierungswerkstätten vereint. In der Folge erlangte das Institut unter Christian Wolters und Hubertus Falkner von Sonnenburg Weltruf.
Im Jahr 2008 war das Doerner-Institut maßgeblich daran beteiligt, einen der größten Kunstfälscher-Skandale seit dem Zweiten Weltkrieg aufzudecken. Bei einer chemischen Analyse des Werkes Rotes Bild mit Pferden, das der Maler und Kunstfälscher Wolfgang Beltracchi als Werk von Heinrich Campendonk verkaufte, wurden geringe Mengen von modernem Titanweiß entdeckt, welches zur Zeit Campendonks aber noch nicht existierte. Das Bild war zuvor beim Kölner Auktionshaus Lempertz für 2,4 Mio. Euro versteigert worden.
Leiter
- 1937–1939 Max Doerner
- 1939–1942 Adolf Ziegler
- Heinrich Neufang
- 1964–1974 Christian Wolters
- 1974–1987 Hubertus Falkner von Sonnenburg
- 1990–2001 Bruno Heimberg
- 2003–2017 Andreas Burmester
- 2017–2019 Andrea Funck[4]
- seit 1. August 2019 Eva Ortner[5]